# 1959 no cinema

## Eventos
- 2 de julho - Estreia nos Estados Unidos de Plan 9 from Outer Space, de Edward D. Wood Jr., que foi considerado, em 1980, o pior filme do mundo[1] e que a partir daquela altura se tornou um cult movie.

## Principais filmes estreados
- Hiroshima mon amour, de Alain Resnais, com Emmanuelle Riva e Eiji Okada
- Les quatre cents coups, de François Truffaut, com Jean-Pierre Léaud
- Ben-Hur, de William Wyler, com Charlton Heston, Jack Hawkins e Stephen Boyd
- Compulsion, de Richard Fleischer, com Orson Welles e Dean Stockwell
- The Diary of Anne Frank, de George Stevens, com Millie Perkins e Shelley Winters
- The Fugitive Kind, de Sidney Lumet, com Marlon Brando, Anna Magnani, Joanne Woodward e Maureen Stapleton
- Il generale della Rovere, de Roberto Rossellini, com Vittorio De Sica
- La grande guerra, de Mario Monicelli, com Alberto Sordi, Vittorio Gassman, Silvana Mangano e Bernard Blier
- Anatomy of a Murder, de Otto Preminger, com James Stewart, Lee Remick e Ben Gazzara
- The Horse Soldiers, de John Ford, com John Wayne e William Holden
- The Hound of the Baskervilles, de Terence Fisher, com Peter Cushing e Christopher Lee
- Imitation of Life, de Douglas Sirk, com Lana Turner
- Das indische Grabmal, de Fritz Lang
- Journey to the Center of the Earth, de Henry Levin, com Pat Boone e James Mason
- Last Train from Gun Hill, de John Sturges, com Kirk Douglas e Anthony Quinn
- La legge, de Jules Dassin, com Gina Lollobrigida, Pierre Brasseur, Marcello Mastroianni, Melina Mercouri e Yves Montand
- Les liaisons dangereuses, de Roger Vadim, com Jeanne Moreau e Gérard Philipe
- Look Back in Anger, de Tony Richardson, com Richard Burton, Claire Bloom e Donald Pleasence
- Un maledetto imbroglio, de e com Pietro Germi e com Claudia Cardinale
- The Mouse That Roared, de Jack Arnold, com Peter Sellers e Jean Seberg
- The Mummy, de Terence Fisher, com Peter Cushing e Christopher Lee
- Nazarin, de Luis Buñuel, com Francisco Rabal
- Ningen no jôken, de Masaki Kobayashi, com Tatsuya Nakadai
- North by Northwest, de Alfred Hitchcock, com Cary Grant, Eva Marie Saint, James Mason e Martin Landau
- The Nun's Story, de Fred Zinnemann, com Audrey Hepburn, Peter Finch e Peggy Ashcroft
- Odds Against Tomorrow, de Robert Wise, com Harry Belafonte, Robert Ryan e Shelley Winters
- Ohayô, de Yasujiro Ozu
- On the Beach, de Stanley Kramer, com Gregory Peck, Ava Gardner, Fred Astaire e Anthony Perkins
- Orfeu Negro, de Marcel Camus, com Breno Mello
- Our Man in Havana, de Carol Reed, com Alec Guinness, Maureen O'Hara e Ralph Richardson
- Pickpocket, de Robert Bresson
- Porgy and Bess, de Otto Preminger, com Sidney Poitier e Sammy Davis Jr.
- Apur Sansar, de Satyajit Ray
- Rio Bravo, de Howard Hawks, com John Wayne, Dean Martin e Angie Dickinson
- Room at the Top, de Jack Clayton, com Simone Signoret e Laurence Harvey
- Shadows, de John Cassavetes
- Sleeping Beauty, filme de animação da Walt Disney Productions
- Solomon and Sheba, de King Vidor, com Yul Brynner e Gina Lollobrigida
- Some Like It Hot, de Billy Wilder, com Marilyn Monroe, Tony Curtis, Jack Lemmon e George Raft
- Suddenly, Last Summer, de Joseph L. Mankiewicz, com Elizabeth Taylor, Katharine Hepburn e Montgomery Clift
- Der Tiger von Eschnapur, de Fritz Lang
- Ukigusa, de Yasujiro Ozu

## Nascimentos
| Data           | Nome              | Profissão                      | Nacionalidade           | Observações | Ref |
| -------------- | ----------------- | ------------------------------ | ----------------------- | ----------- | --- |
| 5 de janeiro   | Clancy Brown      | ator                           | Estados Unidos          |             |     |
| 21 de janeiro  | Paulo Miklos      | cantor e ator                  | Brasil                  |             |     |
| 22 de janeiro  | Linda Blair       | Atriz                          | Estados Unidos          |             |     |
| 28 de janeiro  | Frank Darabont    | diretor, produtor e roteirista | França / Estados Unidos |             |     |
| 3 de março     | Pedro Costa       | cineasta                       | Portugal                |             |     |
| 8 de março     | Aidan Quinn       | ator                           | Estados Unidos          |             |     |
| 15 de março    | Renny Harlin      | diretor                        | Finlândia               |             |     |
| 18 de março    | Luc Besson        | diretor, produtor e roteirista | França                  |             |     |
| 18 de março    | Irene Cara        | atriz, cantora e dançarina     | Estados Unidos          |             |     |
| 22 de março    | Matthew Modine    | ator                           | Estados Unidos          |             |     |
| 15 de abril    | Emma Thompson     | atriz                          | Reino Unido             |             |     |
| 25 de abril    | Dominique Blanc   | atriz                          | França                  |             |     |
| 4 de maio      | Inger Nilsson     | atriz                          | Suécia                  |             |     |
| 5 de maio      | Paulo Gorgulho    | ator                           | Brasil                  |             |     |
| 8 de maio      | Maria Padilha     | atriz                          | Brasil                  |             |     |
| 30 de junho    | Vincent D'Onofrio | ator                           | Estados Unidos          |             |     |
| 4 de julho     | Victoria Abril    | atriz e cantora                | Espanha                 |             |     |
| 15 de julho    | Vincent Lindon    | ator                           | França                  |             |     |
| 18 de julho    | Kevin Spacey      | ator e cineasta                | Estados Unidos          |             |     |
| 10 de agosto   | Rosanna Arquette  | atriz                          | Estados Unidos          |             |     |
| 29 de agosto   | Rebecca De Mornay | atriz                          | Estados Unidos          |             |     |
| 18 de outubro  | José Wallenstein  | ator                           | Portugal                |             |     |
| 3 de novembro  | Hal Hartley       | cineasta                       | Estados Unidos          |             |     |
| 4 de novembro  | César Évora       | ator                           | Cuba                    |             |     |
| 15 de novembro | Ana Bustorff      | atriz                          | Portugal                |             |     |
| 23 de novembro | Dominique Dunne   | atriz                          | Estados Unidos          | m. 1982     |     |
| 31 de dezembro | Val Kilmer        | ator                           | Estados Unidos          |             |     |

## Mortes
| Data           | Nome             | Profissão                       | Nacionalidade              | Observações | Ref |
| -------------- | ---------------- | ------------------------------- | -------------------------- | ----------- | --- |
| 21 de janeiro  | Cecil B. DeMille | realizador de cinema            | Estados Unidos             | n. 1881     |     |
| 3 de março     | Lou Costello     | ator                            | Estados Unidos             | n. 1906     |     |
| 18 de junho    | Ethel Barrymore  | atriz                           | Estados Unidos             | n. 1879     |     |
| 6 de agosto    | Preston Sturges  | realizador de cinema e escritor | Estados Unidos             | n. 1898     |     |
| 14 de outubro  | Errol Flynn      | ator                            | Austrália / Estados Unidos | n. 1909     |     |
| 7 de novembro  | Victor McLaglen  | ator                            | Inglaterra                 | n. 1886     |     |
| 25 de novembro | Gérard Philipe   | ator                            | França                     | n. 1922     |     |